# Geometriseringsförmodan
Thurstons geometriseringsförmodan är en hypotes inom topologin, framlagd av den amerikanske matematikern William Thurston, och ger ett sätt att klassificera tredimensionella mångfalder. Hypotesen säger att varje 3-mångfald kan delas upp i delar på ett specifikt sätt, och varje del har en geometrisk struktur som ges av en av åtta olika klasser. Geometriseringsförmodan implicerar, om den är sann, Poincarés förmodan som är ett av matematikens "millennieproblem".
Sommaren 2006 presenterade två grupper av matematiker oberoende av varandra bevis för Poincarés förmodan, och en av grupperna hävdade sig även ha bevisat hela geometriseringsförmodan. Dessa arbeten byggde på den ryske matematikern Grigorij Perelmans arbete där han skissade bevisen utifrån en metod han utvecklat som i sin tur byggde på en metod av Richard S. Hamilton. Beviset för geometriseringsförmodan har ännu inte detaljgranskats av matematiksamfundet.